# Nadia Reisenberg
Nadia Reisenberg (* 14. Juli 1904 in Wilna; † 10. Juni 1983 in New York City) war eine US-amerikanische Pianistin und Musikpädagogin.

## Leben und Wirken
Nadia Reisenberg war die älteste von drei Schwestern, ihre Schwester Anna (Newta) wurde 1906 geboren, Clara 1911. 1915 zog die Familie nach Sankt Petersburg, wo Nadia am Sankt Petersburger Konservatorium Klavier bei Leonid Wladimirowitsch Nikolajew studierte. Nach der Oktoberrevolution verließ die Familie Russland und ging zunächst nach Polen. Dort spielte Reisenberg 1921 mit dem Orchester der Nationalphilharmonie unter Artur Rodziński Rimski-Korsakows Klavierkonzert. Im gleichen Jahr erhielt die Familie Visa für die USA und landete nach einer beschwerlichen Seereise am 19. Dezember auf Ellis Island.
Dort wurden sie von Isaac J. „Sasha“ Sherman betreut, der Nadia und Clara erste private Auftrittsmöglichkeiten verschaffte. Nadia setzte ihre Klavierausbildung bei Alexander Lambert fort und spielte 1922 in der Carnegie Hall Ignacy Jan Paderewskis Polnische Fantasie in Anwesenheit des Komponisten.  1924 heiratete sie Sasha Sherman; aus der Ehe gingen zwei Söhne hervor: Alexander (* 1925) und Robert (* 1932) – letzterer wurde als Rundfunkmoderator und Musikkritiker bekannt.
Weiteren Klavierunterricht nahm Reisenberg ab 1930 am Curtis Institute bei Josef Hofmann, als dessen Assistentin sie von 1934 bis 1938 wirkte. Zwischen 1938 und 1940 spielte sie in einer Reihe von Rundfunkkonzerten mit dem WOR Radio Orchestra unter Alfred Wallenstein sämtliche Klavierkonzerte Mozarts.
Ab den 1950er Jahren reduzierte Reisenberg ihre solistische Aktivität und wandte sich verstärkt der Lehrtätigkeit und Kammermusik zu. Sie unterrichtete am Mannes College of Music (ab 1955) und der Juilliard School (ab 1977) und gab ab 1960 mehrmals sechswöchige Kurse an der Rubin Academy in Jerusalem. Als Kammermusikerin trat sie u. a. mit dem Budapest String Quartet, dem Klarinettisten Simeon Bellison, den Geigern William Kroll und Erick Friedman und dem Cellisten Joseph Schuster auf. 